# Les Djinns (Las Voces del Cielo)

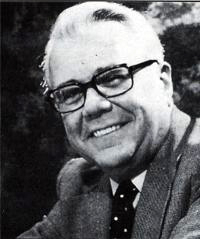
Paul Bonneau, director musical de "Les Djinns".

Les Djinns fue una agrupación coral francesa, compuesta por entre 20 y 50 jovencitas cuyas edades sobrepasaban ligeramente los 15 y 16 años. Hicieron su aparición en el año de 1959 acompañadas por la Gran Orquesta de París bajo la dirección de Paul Bonneau. Varias de ellas iniciaron su formación musical en la "Maîtrise de Radio France" (RTF/ORTF: Radiodiffusion-Télévision Française), donde educaron y entrenaron su voz desde muy jóvenes. Algunas alumnas, con sólo 9 años de edad, fueron seleccionadas de entre varias escuelas primarias para pasar a formar parte de dicha institución.
Estas niñas estudiaban en la escuela de la calle Robert-Estienne, en los Campos Elíseos, con trabajo escolar por la mañana y clases de música por la tarde. Allí recibían lecciones de teoría musical, técnica vocal, canto coral y armonía. La técnica vocal era impartida por Elsa Ruhlmann, hija del director François Ruhlmann. La armonía estaba a cargo de Henri Martelli, también director interino de los programas líricos de la R.T.F. a la muerte de Jules Gressier.
Desde su aparición, Les Djinns grabaron numerosos temas conocidos internacionalmente, contando entre su repertorio con canciones como: "Moulin rouge", "Et maintenant", "La mer (canción)", "C'est beau la vie", "C'est si bon", etc., que cantaban simultáneamente otros artistas de la época. Muchas de las composiciones fueron éxitos de Jean Ferrat, Charles Trenet y Gilbert Bécaud., este último fue su padrino musical.
Durante su breve paso por el mundo de la música (1959-1966), desfilaron en la agrupación alrededor de 60 jovencitas; aunque en sus presentaciones rara vez se utilizaban más de 20 integrantes. Genneviève Berno, Claudie Le Bozec, Annie Morel y Chantal Thevenard son algunas cantantes que desfilaron por el grupo. Pero en 1962, arrastradas por la moda "Yé-Yé" de la época, Annie Markan, Graziella, Michèle y Suzy abandonaron la coral para formar la agrupación "Les Gam's", otro grupo vocal femenino que tuvo una carrera más efímera que "Les Djinns".
Finalmente, "Les Djinns" terminó quedándose con sólo 15 integrantes, por lo que a la R.T.F. le resultó económicamente insostenible mantener funcionando dicha agrupación. Debido a esto, en 1966 fue disuelta tan prestigiosa pero incosteable agrupación musical. En Estados Unidos se dieron a conocer discográficamente como "Les Djinns Singers" y en México se les conoció como "Las Voces del Cielo", título que honoríficamente describe su singular estilo interpretativo y gran calidad vocal.
Ducretet Thomson, la firma discográfica que lanzó a esta coral prodigiosa, las ha descrito como: "la coral que en forma excelsa aborda las ensoñadoras tonalidades de un mundo celeste, construyendo un paraíso de ilusiones en cada uno de los temas que interpretan". Discos Gamma, la compañía disquera que las dio a conocer en México, hizo lo mismo al afirmar: "Oírlas cantar es un verdadero placer auditivo y un exquisito regalo a los sentidos".
En 1959, Les Djinns se hicieron ganadoras del "Grand Prix du Disque" en Francia en la categoría "Variétés", y su fama traspasó hace mucho tiempo las fronteras francesas.

## Interpretaciones
Entre sus numerosas interpretaciones, se encuentran: 
- Ballade Irlandaise
- Begin the beguine
- Bon vent ma jolie
- C'est si bon
- C'est beau la vie
- Clopin Clopant
- Croquemitoufle
- Dans ma prairie
- Il fait des bonds
- Elle était si jolie
- Enfants de tous pays
- Et maintenant
- Je te promets
- Je vais tout vous dire
- L'âme des poêtes
- La cage
- La fenêtre du monde
- La fille du meunier
- La mer (canción)
- Le carrillon
- Le chant de Mallory
- Le jardin extraordinaire
- Le jour où la pluie viendra
- Le petit tramway
- Le premier rendez-vous
- Le printemps
- Les clochers de Paris
- Les criquets
- Les enfants terribles
- Les feuilles mortes
- Les guitares du diable
- Les marchés de provence
- Les voix du ciel
- Mademoiselle de Paris
- Marie Marie
- Marion
- Miserere
- Monsieur La Fayette
- Monsieur Mistral
- Moulin rouge
- Nos belles années
- Ohé les gars
- Oui, oui, oui, oui
- Papa aime maman
- Paris je t'aime d'amour
- Paris, tu m'as pris dans tes bras
- Pilou Pilou, Pilou hé
- Plus loin que la terre
- Poco a poco
- Quand ma souris danse
- Quand tu vas revenir
- Rêve mon rêve
- Smoke gets in your eyes
- Stardust
- Thyl de Flandre
- Tintin et la toison d'or
- Tom Pillibi
- Top Tipi Top
- Une marguerite
- Une rose rouge
- Viens dans mes rêves
- Voilà, voilà
- Voilà le Carnaval